# Aega falklandica
Aega falklandica är en kräftdjursart som beskrevs av Oleg Grigor'evich Kussakin 1967. Aega falklandica ingår i släktet Aega och familjen Aegidae. Inga underarter finns listade i Catalogue of Life.